# British Vogue
Vogue, também referida como British Vogue ou Vogue UK é uma revista de moda publicada em Londres desde o outono de 1916. É a edição britânica da revista americana Vogue. Pertence e é distribuída pela Condé Nast. Um editor da Vogue britânica afirmou em 2012 que "o poder da Vogue é universalmente reconhecido. É o lugar que todo mundo quer estar se quiserem estar por dentro do mundo da moda e que 85% dos leitores da revista concordam que a Vogue é a Bíblia da moda".
A revista é considerada uma que vincula a moda à alta sociedade e classe, ensinando seus leitores a "assumirem uma aparência distintamente chique e moderna". Como filial da Vogue americana, a Vogue britânica é uma revista cujo sucesso se baseia em publicidade e não em receita de vendas. Em 2007 ela publicou 2 020 páginas de publicidade, com uma média de 16 000 libras por página. É considerada mais comercial do que outras edições da Vogue. A British Vogue é a revista britânica mais lucrativa da Vogue além das edições nos EUA e na China.

## História
Durante a Primeira Guerra Mundial, a Condé Nast, editora da Vogue, teve que lidar com restrições ao transporte marítimo no exterior e à escassez de papel nos Estados Unidos. A edição britânica da Vogue foi a resposta para esse problema, fornecendo cobertura de moda da Vogue nas Ilhas Britânicas quando não era possível recebê-la da maneira usual. Sob o comando do segundo editor da edição de Londres, Elspeth Champcommunal, a revista era essencialmente a mesma da edição americana, exceto pelas grafias em inglês britânico. No entanto, Champcommunal achou importante que a Vogue fosse mais do que uma revista de moda. Apresentava artigos sobre 'sociedade e notícias esportivas... dicas sobre saúde e beleza... travelogues... e editoriais', tornando-a um 'coquetel habilmente misto'. Champcommunal manteve sua posição editorial até 1922.
Sob sua próxima editora, Dorothy Todd, uma renomada editora da Vogue devido à sua ousadia, especialmente em seu movimento para misturar arte e moda, a revista mudou seu foco de moda para literatura, apresentando artigos de Clive Bell sobre exposições de arte em Paris. Havia também características de escritores ingleses notáveis, como Virginia Woolf e Aldous Huxley. Devido às mudanças de Todd, a revista perdeu grande parte de seu público, com Todd passando apenas quatro anos como editora. Acredita-se que a Vogue britânica tenha realmente decolado só depois que sua terceira editora, Alison Settle, foi nomeada em 1926.
Sob Audrey Withers (editora de 1940 a 1960), a revista novamente tomou uma direção literária e, durante a Segunda Guerra Mundial, até participou com reportagens da guerra. Em 1944, a fotógrafa americana Lee Miller convenceu Withers a enviá-la para a Normandia para produzir um artigo sobre enfermagem em tempos de guerra; Miller seguiu o avanço dos Aliados pela Europa, relatando a libertação de Paris e enviando uma história de Buchenwald. A Dame Anna Wintour editou a edição britânica de 1985 a 1987, antes de assumir a Vogue na cidade de Nova York.
Alexandra Shulman foi editora-chefe da revista de 1992 a 2017. Quando Shulman foi editora, a revista atraiu mais de um milhão de leitores. Shulman era conhecida por desenvolver edições de colecionador da Vogue britânica, como a Gold Millennium Issue, onde celebridades e supermodelos como Kate Moss apareceram na capa. Shulman também foi elogiada pelo uso de fotógrafos iniciantes como Mario Testino.[carece de fontes?] Shulman ficou conhecida por sua tentativa de mudar a face da moda.[carece de fontes?] Ela forçou os designers a pararem de usar modelos 'tamanho zero'. Shulman afirmou que "modelos super magras não são mais aceitáveis", recebendo notas positivas de mulheres de todo o mundo.[carece de fontes?]

## Voguebritânica atualmente
Edward Enninful foi confirmado como o novo editor-chefe da Vogue britânica em 10 de abril de 2017. O presidente e CEO da Condé Nast International, Jonathan Newhouse, anunciou-o como sucessor de Alexandra Shulman, chamando Enninful "uma figura influente nas comunidades de moda, Hollywood e música que moldam o espírito cultural", acrescentando que "em virtude de seu talento e experiência, Edward está extremamente preparado para assumir a responsabilidade da Vogue britânica". A primeira edição de Enninful como editor-chefe foi a edição de dezembro de 2017, com a modelo e ativista britânica Adwoa Aboah na capa. Em setembro de 2019, Enninful colaborou com Meghan, duquesa de Sussex, na edição de setembro. A edição destaca "Forces for Change" e traz na capa 15 ativistas, incluindo a atriz Salma Hayek e entrevistas com a ex-primeira-dama norte-americana Michelle Obama.

## Críticas
Há um debate em andamento sobre se a indústria da moda é racista ou não, e com a prisão do estilista britânico John Galliano, que foi considerado culpado de fazer comentários racistas e anti-semitas em um ambiente público, bem como as notícias do cabeleireiro James Brown, que trabalhou em estreita colaboração com Kate Moss, fez um discurso retórico onde usou a palavra 'N', mais atenção foi dada à questão. A editora da Vogue Alexandra Shulman entrou no debate sobre raças, afirmando ao Daily Mail que ela "não acha que a moda é nem um pouco racista institucionalmente". 
A Vogue britânica também enfrenta algumas críticas por erros de moda. Em 2011, a revista foi criticada por uma propagação na edição de dezembro de 2011, que apresentava um modelo de bochechas rosadas sentado em cima de um iaque, ostentando uma calça de 5 820 libras para fazer o modelo parecer com o animal.